# John Fraser (journaliste)
Pour les articles homonymes, voir Fraser.
John Fraser est un journaliste, auteur et universitaire canadien né le 5 juin 1944. Il est connu pour avoir dirigé le Collège Massey de l'Université de Toronto de 1995 au 30 juin 2014. De plus, il a occupé des fonctions de chroniqueur aux journaux canadiens National Post et Toronto Star. Ses articles ont été publiés dans The New York Times, The Washington Post, Christian Science Monitor, The Guardian et Paris Match.
John Fraser a publié une dizaine de livres dont The Secret of the Crown: Canada's affair with Royalty, un essai sur l'évolution du rôle de la monarchie au Canada.